# 리조난트 블루
리조난트 블루(リゾナント ブルー, Resonant Blue)는 2008년 4월 16일에 발매된 모닝구무스메의 서른여섯 번째 싱글이다.

## 개요
- 초회한정반 A는 CD + DVD (Another Ver.)이며, 초회한정반 B는 CD + DVD (Lesson Studio Ver.), 통상반은 CD 등 총 3종으로 발매되었다. 초회한정반 A, B, 통상반에는 이벤트 추첨 시리얼 넘버 카드가 봉입되었다.

- 타이틀곡은 2008년 3월 22일, 《모닝구무스메 콘서트 투어 2008 봄 ~싱글 대전집!!~》 마쓰도 공연에서 첫선을 보였다.

- 2008년 5월 2일, 프로듀서 층쿠♂가 프로듀서용으로 제작하여 본인이 부른 데모 음원이 다운로드 형태로 발매되었다.

- 센터 및 메인보컬은 다카하시 아이, 다나카 레이나, 쿠스미 코하루.

## 수록곡
1. リゾナント ブルー
작사, 작곡 : 층쿠 / 편곡 : 스즈키Daichi히데유키
2. その場面でビビっちゃいけないじゃん!
작사, 작곡 : 층쿠 / 편곡 : 스즈키Daichi히데유키
3. リゾナント ブルー (Instrumental)

## 참여 뮤지션
※괄호는 트랙 번호
- 스즈키Daichi히데유키 - 프로그래밍, 기타 (1, 2)
- 가메다 고지 - 기타 (1)
- 다카하시 아이 - 코러스 (1, 2)
- 니이가키 리사 - 코러스 (1, 2)
- 다나카 레이나 - 코러스 (1, 2)
- 카메이 에리 - 코러스 (2)
- 층쿠♂ - 코러스 (1, 2)

## 차트
- 주간최고순위 3위 (오리콘 차트)
- 2008년도 연간순위 126위 (오리콘 차트)
- 등장 횟수 5회 (오리콘 차트)